# Wildpoldsried
Wildpoldsried je mjesto i općina u okrugu Oberallgäu, u Bavarskoj (Njemačka). Prvi zapisi o Wildpoldsriedu potječu još iz 1392., prilikom prodaje obližnjeg dvorca. Trenutno mjesto ima 2531 stanovnika.